# Nyctennomos
Nyctennomos is een geslacht van vlinders van de familie spinneruilen (Erebidae).

## Soorten
- N. ambitsha Viette, 1976
- N. catalai (Viette, 1954)
- N. decaryi (Viette, 1954)
- N. descarpentriesi (Viette, 1954)
- N. peratosema Hampson, 1926
- N. subpurpurascens (Viette, 1954)
- N. ungulata Berio, 1956